# Křížová cesta (Malé Svatoňovice)
Křížová cesta v Malých Svatoňovicích na Trutnovsku se nachází v severní části obce v poutním místě Mariánský sad. Soubor výklenkových klasicizujících kaplí a Božího hrobu je chráněn jako nemovitá Kulturní památka České republiky.

## Historie
Křížová cesta byla postavena v poutním místě roku 1893. Tvoří ji patnáct dřevěných křížů a jeden zděný na průčelí Božího hrobu. Čtrnáct křížů má uprostřed dřevěnou kapličku s pašijovou kolorovanou plastikou z dílny trutnovského malíře Ignáce Russe. Dva kříže bez kapličky doprovází 12. zastavení. Kříže lemují cestu od brány Mariánského sadu k Božímu hrobu.

### Poutní místo
Poutní místo Mariánský sad bylo založeno Spolkem pro zvelebení poutního místa roku 1891 podle návrhu architekta Edmunda Chaury z Červeného Kostelce. Původně bylo postaveno sedm zděných kaplí, které ozdobil obrazy Sedmera radostí Panny Marie akademický malíř Josef Cobl. Poté byla v sadu vybudována křížová cesta a v letech 1902–1906 byl v jejím závěru postavena zděná kaple – Boží hrob. Uvnitř Božího hrobu je zasklená skříň obložená araukarity, ve které je socha Ježíše Krista, dílo umělce a řezbáře Antonína Suchardy mladšího z Nové Paky, otce Stanislava Suchardy.
Roku 1995 začala rozsáhlá úprava celého Mariánského sadu. Nejdříve byl proveden odborný zdravotní výřez zeleně a úprava dle původního záměru. Roku 1998 byly obnoveny kapličky a v letech 1999–2000 byl zrekonstruován Boží hrob.
Do Mariánského sadu vede cesta od barokního kostela Sedmi radostí Panny Marie se studánkou.

## Galerie

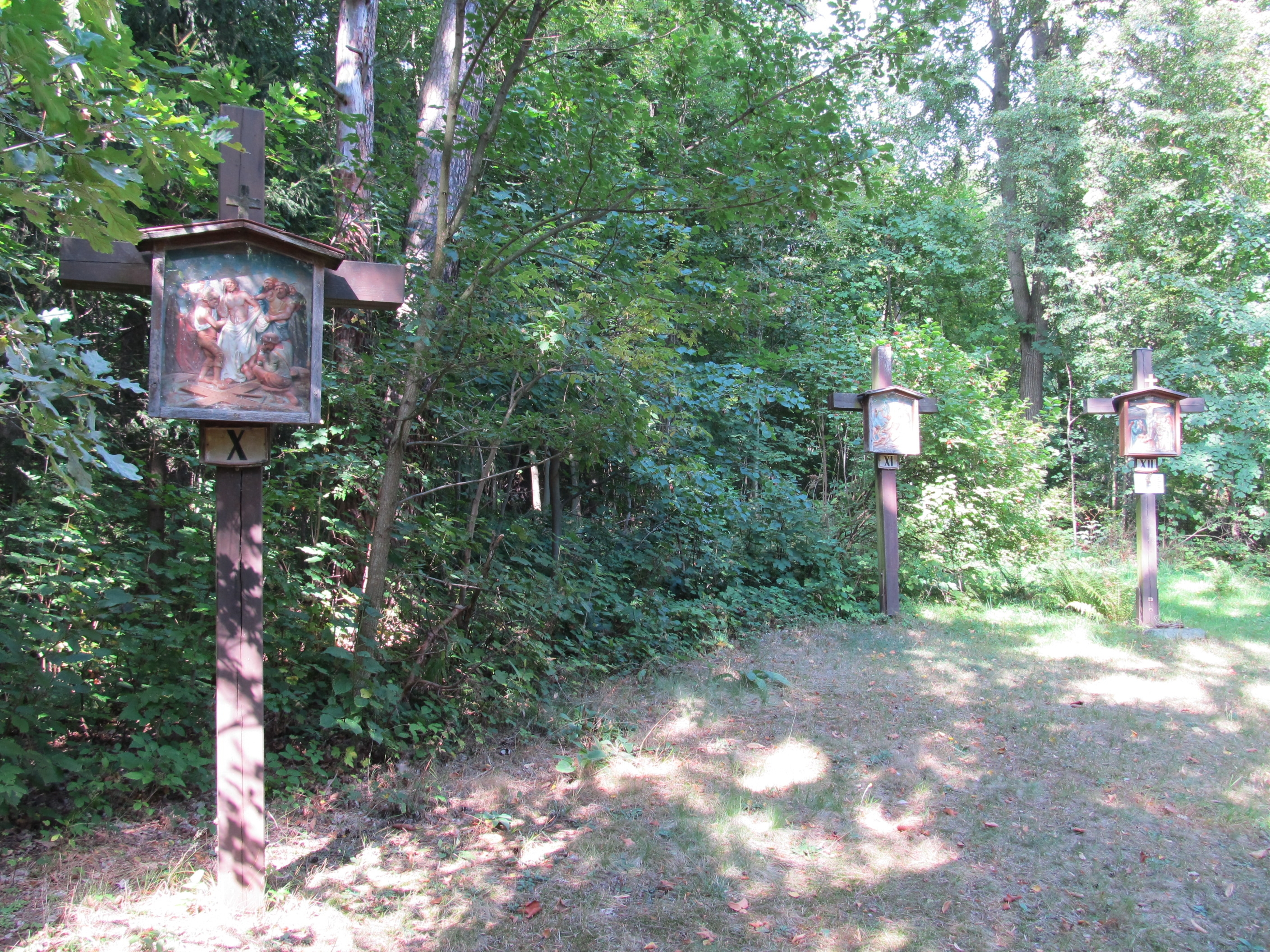
Zastavení křížové cesty v Malých Svatoňovicích